# Glenopteris oculifera
Glenopteris oculifera là một loài bướm đêm trong họ Noctuidae.